# Ансамбль Матеус

Фронтиспис либретто оперы Вивальди "Неистовый Роланд", 1727

Ансамбль Матеус (фр. Ensemble Matheus) — французский музыкальный ансамбль, специализируется на музыке барокко. Уже более 2-х десятилетий входит в число самых известных ансамблей академической музыки.

## История
Создан в 1991 по инициативе и под руководством скрипача Жана Кристофа Спинози как квартет Матеус. С 1996 его штаб-квартирой является город Брест в Бретани, с 2005 его второй резиденцией выступает парижский театр Шатле. Первоначально ансамбль "Матеус" был струнным квартетом, но в 1996 его состав расширился и теперь выступает в разных форматах: от камерного ансамбля до симфонического оркестра.

## Репертуар
Основной автор — Вивальди, ансамбль исполнил и записал ряд малоизвестных опер и ораторий ("Верная нимфа", "Гризельда", «Stabat Mater», Nisi Dominus и др.). Также в репертуаре ансамбля — сочинения Генделя (оратория Мессия), Россини (опера Камень преткновения).
Многие записи ансамбля удостоены премий, включая премию Виктуар де ля мюзик за исполнение оперы Вивальди "Неистовый Роланд" (2005) .

## Творческое сотрудничество
С ансамблем выступают и записываются Сандрин Пьо, Мари Николь Лемьё, Натали Штуцман, Сара Мингардо, Соня Прина, Вероника Канхеми, Симона Кермес, Анн Халленберг, Филипп Жаруски и другие выдающиеся исполнители.